# Россет, Аркадий Осипович
Аркадий Осипович Россет (1811—1881) — генерал-лейтенант, виленский и минский гражданский губернатор, сенатор, товарищ министра государственных имуществ.

## Биография
Происходил из дворян Херсонской губернии, родился в 1811 году в Одессе и был сыном коллежского советника (отставного капитан-лейтенанта) Иосифа Ивановича Россета, служившего инспектором Одесского портового карантина, бывшего другом устроителя Одессы герцога Ришельё. Мать Россета, Надежда Ивановна (Лорер), овдовев, вышла замуж за Ивана Карловича Арнольди, боевого генерала-артиллериста, который и определил своего старшего пасынка в Пажеский корпус.
По окончании курса Россет 22 сентября 1830 года из камер-пажей поступил на службу прапорщиком лейб-гвардии Конной артиллерии в 1-ю легкую батарею, откуда 17 декабря того же года перешёл в батарейную батарею.
В 1831 году, во время Польского восстания, Россет участвовал в его подавлении, находясь под командой генерал-адъютанта Бистрома, и был в следующих сражениях: 5 мая — близ Старого Акаца; 6 и 7 мая — под Соколовым (где получил орден св. Анны 4-й степени с надписью «За храбрость»), 8 мая — при деревне Рудке и 9 мая — под Тыкоцином (за что был награждён орденом св. Анны 3-й степени с бантом), 14 мая он участвовал в генеральном сражении под Остроленкой (за это дело он 30 августа 1832 года был награждён золотой саблей с надписью «За храбрость»), 25, 26 и 27 августа — при взятии Варшавы и, затем, в преследовании остатков польской армии до границы с Пруссией. По окончании военных действий он был награждён польским знаком «Virtuti Militari» 4-й степени.
В декабре 1838 года Россет был произведён в штабс-капитаны и переведен во 2-ю лёгкую батарею той же Конной артиллерии, но вскоре вернулся обратно. В ноябре 1839 года он получил чин капитана, а в декабре — бриллиантовый перстень. 8 января 1840 года Россет был прикомандирован к штабу Управления генерал-фельдцейхмейстера, которым вскоре и был командирован для осмотра по всем частям артиллерийских гарнизонов Сибирского и Оренбургского корпусов. В этой командировке Россет пробыл пять месяцев.
10 февраля 1842 года он был произведён в полковники и назначен правителем дел Комитета об улучшении штуцеров и ружей, с правом в нём голоса. Летом 1843 года он лечился за границей, а 25 февраля 1850 года был назначен для особых поручений к Виленскому военному губернатору и Гродненскому, Минскому и Ковенскому генерал-губернатору.
14 марта следующего года, за отличие по службе Россет был произведён в генерал-майоры (со старшинством от 6 декабря), с назначением Виленским гражданским губернатором. В этом же году, «за удовлетворительное поступление податей и недоимок с мещан и других сословий» Виленской губернии Россету было объявлено монаршее благоволение, а 1 февраля следующего, 1852 года, за беспорочную выслугу 25 лет в офицерских чинах, он получил орден св. Георгия 4-й степени (№ 8843 по кавалерскому списку Григоровича — Степанова). 6 декабря 1853 года он был награждён орденом св. Станислава 1-й степени.
В 1855 году Россет состоял вице-президентом Комитета попечительного общества о тюрьмах в Виленской губернии, за труды в котором в 1856 году получил монаршее благоволение и орден св. Анны 1-й степени с мечами (императорская корона к этому ордену была пожалована 1 января 1859 года), 18 октября 1857 года был назначен военным губернатором города Минска и Минским гражданским губернатором, а 3 февраля 1858 года был переведён членом Временного распорядительного комитета по устройству южных поселений, в котором 8 января 1861 года назначен был председателем и 30 августа того же года произведён в генерал-лейтенанты. Когда Комитет этот был упразднен, Россет был 16 июля 1864 года назначен заведующим поселениями, в должности состоял вплоть до упразднения поселений. 19 апреля 1864 года Россет был удостоен ордена св. Владимира 2-й степени.
10 ноября 1865 года ему было поручено исправлять должность товарища министра государственных имуществ, в которой через месяц он был утверждён. В следующем году, 1 января, ему повелено было присутствовать в Общем собрании 4-го и 5-го департаментов, Правительствующего Сената и, независимо от сего, в Общем собрании первых трёх департаментов и департамента герольдии, в тех случаях, когда в нём будут разбираться дела, касающиеся Министерства государственных имуществ.
В 1867 году Россету был пожалован орден Белого Орла и в этом же году он некоторое время управлял Министерством, а 3 марта 1870 года был от должности товарища министра уволен и награждён орденом св. Александра Невского; в этом же году, в ноябре, он был переведён к присутствию в 7-м департаменте Правительствующего Сената, а с 1 сентября 1871 года, сверх того, стал присутствовать ещё и в 6-м департаменте.
В декабре месяце 1871 года, ввиду упразднения 6-го и 7-го департаментов и Общего собрания Московских департаментов с января 1872 года, Россету было разрешено жительство в Москве, с зачислением в сенаторы неприсутствующие.
Умер Россет 29 августа 1881 года в Москве.
Он состоял в близких дружественных отношениях с Пушкиным, с которым познакомился, вероятно, через свою сестру, известную А. О. Смирнову, и у которого был постоянным, домашним гостем, и с Гоголем, который во время своего пребывания за границей обращался к нему относительно хлопот по изданию его «Ревизора» и «Писем» и просил собирать отзывы о последних. Он же выбрал Россета в устроенный им комитет для распоряжения суммами, поступавшими от продажи нового издания комедии «Ревизор».
Кроме сестры Александры, у Аркадия Осиповича Россета было три брата: Осип и Александр (оба были полковниками гвардии), а также Клементий (отставной майор).
В «Русском архиве» за 1882 год (с. 245—248) Россетом помещены были его весьма ценные рассказы про Пушкина, а в 1896 году (кн. I, с. 279—310 и 360—392) напечатано 53 его любопытных письма к его сестре, А. О. Смирновой, и к брату, К. О. Россету, за 1831—1864 гг.